# Železniční trať Galanta–Leopoldov
Železniční trať Galanta – Leopoldov (v jízdním řádu pro cestující označená číslem 133) je elektrizovaná dvojkolejná železniční trať na Slovensku, která spojuje důležité dopravní uzly – Galantu a Leopoldov. Zároveň spojuje tratě 120 (Bratislava - Žilina) a 130 (Bratislava - Štúrovo).
Úsek Sereď – Leopoldov je od prosince 12. prosince 2010 využíván jen pro nákladní dopravu, provoz pravidelných osobních vlaků byl zastaven.

## Historie
Úsek mezi Galantou a Seredí byl zprovozněný 1. listopadu 1883 a ze Seredě do Leopoldova 20. července 1885. Nová trať zkrátila spojení Budapešti a Ostravska.
Druhá kolej byla vybudována v letech 1909 – 1910 a k elektrizaci došlo roku 1979 mezi Galantou a Seredí a v roce 1984 i na úseku do Leopoldova.

## Stanice na trati
- Galanta – napojení na trať 130
- Gáň
- Sereď – napojení na trať 133
- Šúrovce
- Siladice
- Leopoldov – napojení na tratě 120 a 141